# ایمی استیلر
ایمی استیلر (انگلیسی: Amy Stiller؛ زادهٔ ۹ اوت ۱۹۶۱) هنرپیشه اهل ایالات متحده آمریکا و فرزند جری استیلر و خواهر بن استیلر است.